# Aradus robustus
Aradus robustus är en insektsart som beskrevs av Philip Reese Uhler 1871. Aradus robustus ingår i släktet Aradus och familjen barkskinnbaggar.

## Underarter
Arten delas in i följande underarter:
- A. r. robustus
- A. r. insignis